# كرونا بروكسل 2020
كرونا بروكسل 2020 هو سباق دراجات هوائية، وهو الموسم رقم 72 من السباق، وأقيم في 1 مارس 2020، وامتدّ لمسافة 201 كيلومتر، وهو أحد سباقات سلسلة سباقات الاتحاد الدولي للدراجات للمحترفين 2020، وهو من نوع سباق يوم واحد، وقد شارك في السباق 174 متسابقاً ووصل إلى نهايته 136 متسابقاً.
فاز فيه بالمركز الأول كاسبر أصغرين، وبالمركز الثاني جياكومو نيزولو، وبالمركز الثالث ألكسندر كريستوف.

## الفرق
| فرق عالمية (18)- AG2R La Mondiale - Astana - Bora-Hansgrohe - Bahrain McLaren - CCC Team - Cofidis - Deceuninck-Quick Step - EF Pro Cycling - Groupama-FDJ - Ineos - Israel Start-Up Nation - Lotto Soudal - Mitchelton-Scott - Movistar Team - NTT Pro Cycling - Team Sunweb - Trek-Segafredo - UAE Team Emirates فرق برو (7)- Alpecin-Fenix - فيتال كونسبت ‏ - بنجوال باوليز ساوكس دبليو بي ‏ - Circus-Wanty Gobert - سبورت فلاندرين بالويس 2020 ‏ - Total Direct Énergie - أونو اكس برو سايكلنج تيم 2020 ‏ |  |
| |  |

## التصنيف العام النهائي
| التصنيف العام | التصنيف العام   | التصنيف العام   | التصنيف العام          | التصنيف العام     |  |
| العداء        | العداء          | البلد           | الفريق                 | الوقت             |  |
| ------------- | --------------- | --------------- | ---------------------- | ----------------- |  |
| 1             | كاسبر أصغرين    | الدنمارك        | دكونيك كويك ستب        | 4 س 47 دقيقة 18 ث |  |
| 2             | جياكومو نيزولو  | إيطاليا         | NTT Pro Cycling        | + 3 ث             |  |
| 3             | ألكسندر كريستوف | النرويج         | فريق الإمارات          | + 3 ث             |  |
| 4             | فابيو جاكوبسن   | هولندا          | دكونيك كويك ستب        | + 3 ث             |  |
| 5             | جاسبر ستوفين    | بلجيكا          | تريك سيغافريدو         | + 3 ث             |  |
| 6             | هوغو هوفستيتر   | فرنسا           | Israel Start-Up Nation | + 3 ث             |  |
| 7             | سوني كولبريلي   | إيطاليا         | Bahrain-McLaren        | + 3 ث             |  |
| 8             | بن سويفت        | المملكة المتحدة | إنيوس                  | + 3 ث             |  |
| 9             | دريس فان جيستل  | بلجيكا          | Total Direct Énergie   | + 3 ث             |  |
| 10            | يورغن رويلاندز  | بلجيكا          | موفيستار               | + 3 ث             |  |

## وصلات خارجية
- الموقع الرسمي
- كرونا بروكسل 2020 على موقع إحصائيات الدراجات الإحترافية (الإنجليزية)